# مطار كركوك الدولي
مطار كركوك الدولي هو مطار في مدينة كركوك في محافظة كركوك شمال جمهورية العراق، تابع لإدارة الحكومة العراقية الاتحادية، افتتح يوم 16 تشرين الأول سنة 2022، أُعلنَ في يوم 17 تشرين الأول أن طاقة المطار الاستيعابية 500 ألف مسافر سنوياً، يضاف إليها تفويج حجاج بيت الله الحرام وزيارات العمرة والوفود، خُطّطَ للمطار أن يخدم أهالي محافظة كركوك ومحافظة ديالى ومحافظة صلاح الدين ومحافظة نينوى، كانت أرض المطار قاعدة جوية أُنشئت في سبعينات القرن العشرين، واستعملت في حرب القادسية الثانية بين سنة 1980 وسنة 1988، لانطلاق الطائرات العسكرية العراقية، وبعد الاحتلال الأمريكي للعراق، اتخذت القوات الأمريكية أرض المطار مقرّاً أساسياً لها في كركوك حتى انسحبوا سنة 2011، وفي سنة 2018 أعلنت الحكومة العراقية عن تحويل المطار الذي كان يُسمى قاعدة كركوك الجوية إلى مطار مدني استثماري، المسافة بين محافظة كركوك وبغداد 265 كيلومتراً، وهي من المناطق المتنازع عليها بين إقليم كردستان العراق وحكومة العراق الاتحادية.